# Escudo de Skopie

Escudo de Skopie

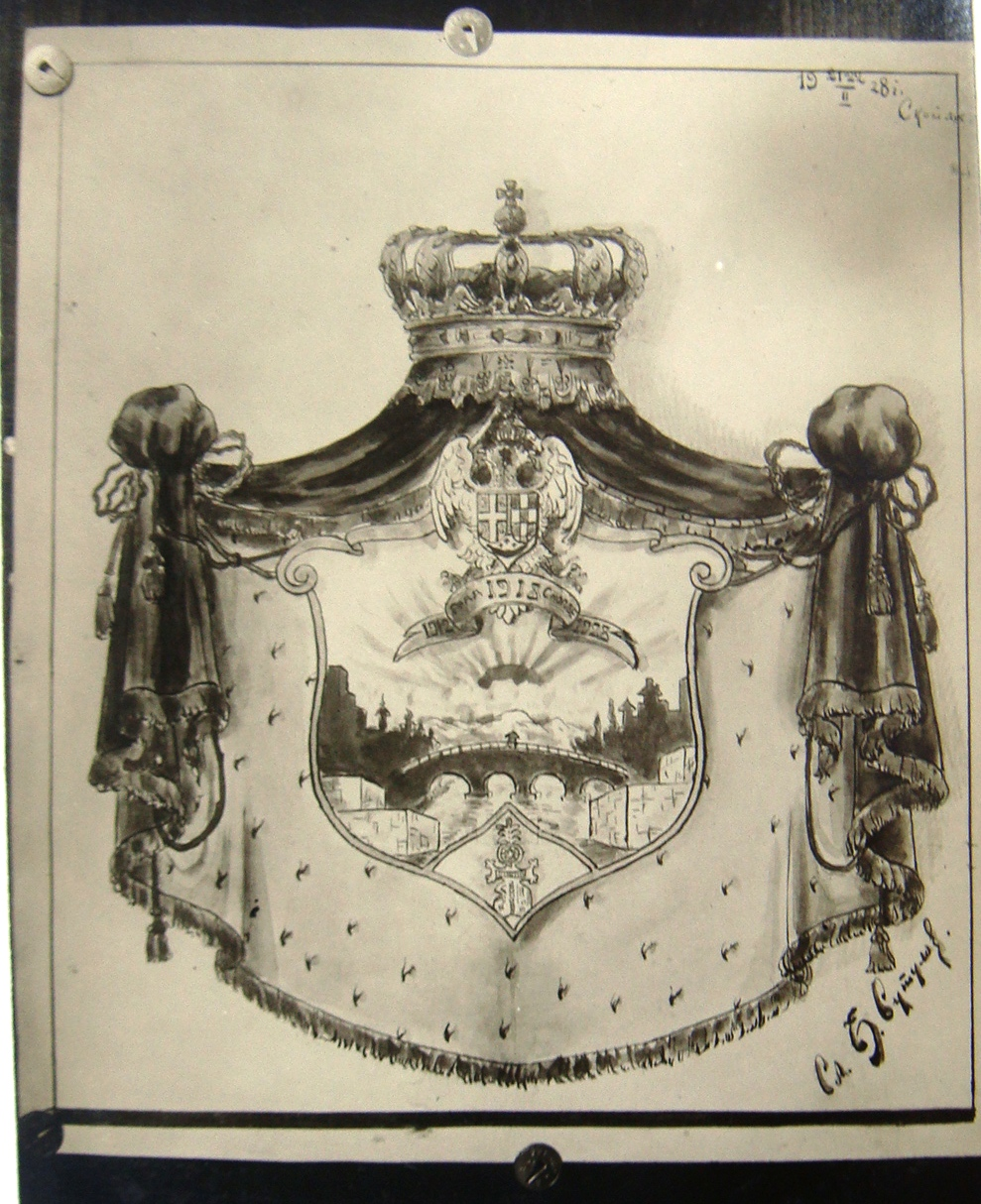
Escudo de la ciudad de Skopie durante el Reino de Yugoslavia

El escudo de la ciudad de Skopie (en macedonio Грб на Скопје) es el escudo de armas oficial de la capital de Macedonia del Norte.
Tiene la forma de un escudo, cuya parte superior es cóncava, la izquierda y la esquina superior derecha hacen dos líneas oblicuas y los lados inferiores son externamente dos arcos de medio punto que terminan con un pico en la mitad del eje inferior. En el interior muestra un puente de piedra sobre el río Vardar, la Fortaleza de Skopie y los picos nevados de los montes Šar. El escudo aparece también en la bandera de Skopie.